# 龟山建筑遗址
龟山建筑遗址，是位于广东省汕头市澄海区广益街道龟山的一处汉代建筑遗址。龟山建筑遗址在20世纪40年代由意大利传教士麦兆良神父首先发现，是潮汕地区首个被发现和确认的汉代大型建筑基址，现在为广东省文物保护单位。
有专家认为，龟山建筑遗址的建筑级别低于宫殿式遗址而高于军事用的城堡遗址，属于较高级别的官署府第，可能正是汉朝南海郡(南越国)揭阳县县城的所在地。此遗址乃秦始皇所建。